# Хойно
Хо́йно (бел. Хойна) — деревня в Пинском районе Брестской области Белоруссии. Административный центр Хойновского сельсовета. Расположена в 4 км от автодороги Пинск — Невель Р147 и в 25 км от города Пинск. Находится в 2 км от берега реки Припять. По переписи населения 2019 года в деревне насчитывалось 277 жителей.

## История
В исторически дальнем времени деревня принадлежала государственным владениям.
- 1554 год — первое упоминание, по указанию королевы Боны составлена опись границ и повинностей поселения.
- XVI веке — является центром одной из волостей Пинского староства.
- Впоследствии имением распоряжаются Марцинкевичи, Жабы. С середины XIX века — Витольд Орда.

Позже усадьба переходит к его сыну Герониму, становится собственностью его супруги Леонтины.
- Начало XX века — в деревне действуют телеграф, телефон, появилось электричество. Земельные угодья принадлежат Ордам, Брезе и Александру Чудиновичам.
- 1920-1930-е года — является центром гмины повета, в окрестностях находились поселения бывших польских военнослужащих (осадников): Тадеуша Бочковского, Наполеона Цыбульского, Вудолковского. Совокупность деревни и поселений носила название Новое Хойно.
- 1939 год — является одним из крупнейших на Пинщине имений. Принадлежит семье Витольда Мянчинского, женатого на Стефании из Орд.

В годы Великой Отечественной войны уничтожены Св.-Воскресенская церковь (1872 года постройки), и католическая каплица при имении, а также усадьба.

## Культура
- Музей ГУО «Хойновская базовая школа» Пинского района

## Достопримечательность
- Оборонительные укрепления

#### Утраченное наследие
- Церковь Воскрешения Христово (1872)